# 谷口直樹
谷口 直樹（たにぐち なおき、1976年7月5日 - ）は、北海道テレビ放送（HTB）の社員。元アナウンサー。

## 来歴・人物
北海道鷹栖町出身。身長177cm。
北海道旭川北高等学校、北海道大学文学部卒業。2000年にHTB入社。
2003年11月、第2回ANNアナウンサー賞を高校野球実況部門で受賞。
現在はアナウンサー業務の他、スポーツ部のデスクや『FFFFF』のプロデューサーも兼務する。

## 過去の担当番組
- イチオシ!!（イチスポ）
- ハナタレナックス - ナレーション・進行役（不定期）
- スーパーベースボール（北海道日本ハムファイターズの札幌ドームのホームゲーム）
- FFFFF - プロデューサーも兼務
- サッカーJリーグ・コンサドーレ札幌のホームゲーム等
- HTBニュース - キャスター（不定期出演）
- HTBノンフィクション - ナレーション（不定期）
- 週刊Nanだ!Canだ!
- いばらのもり（コーナー司会、DVDナレーション）
- ほんわかどようび
- イチオシ!モーニング（平日版メインキャスター）
- 朝までファイターズ
- 高校野球（地区予選、全国高校野球選手権大会中継（ABC制作）に2016年から2017年までに派遣され実況を担当[2]。2018年以降は五十幡裕介が派遣）
- HTB開局40周年記念「〜ありがとう40年〜全部たしたら10時間!ユメミル広場に大集合!!」